# KICY
KICY is een commercieel radiostation, dat op religieus gebied uitzendt in de regio Nome, Alaska. Het station zendt uit op 850 kHz AM met 50 000 watt.